# Кузринское
Кузринское — пресноводное озеро на территории Винницкого сельского поселения Подпорожского района Ленинградской области.

## Общие сведения
Площадь озера — 2,8 км², площадь водосборного бассейна — 25 км². Располагается на высоте 149,3 метров над уровнем моря.
Форма озера лопастная. Берега несильно изрезанные, каменисто-песчаные, преимущественно возвышенные.
Из залива на южной стороне озера берёт начало река Кузра, впадающая в Оять, левый приток Свири.
Населённые пункты и автодороги вблизи водоёма отсутствуют.
Код объекта в государственном водном реестре — 01040100811102000015838.